# Mokši
I Mokši (Мокшет) sono un popolo residente in Mordovia (Russia). Parlano la lingua mokša, appartenente al gruppo delle lingue ugrofinniche. Alcuni gruppi vivono anche in Kirghizistan, Uzbekistan, Turkmenistan e Kazakistan. Il numero totale è 296 904.
Insieme con gli Ersiani e Mari, i Mokši sono chiamati i Finlandesi del Volga. Dal 1928, in Mordovia godono di autonomia.